# Woodley (Metro de Los Ángeles)
Woodley es una estación de autobuses de tránsito rápido en la línea G del Metro de Los Ángeles y es administrada por la Autoridad de Transporte Metropolitano del Condado de Los Ángeles. Se encuentra localizada en Van Nuys, en el Valle de San Fernando. El estación es cerca de Woodley Ave.

## Conexiones de autobús
- Metro Local: 164, 237[3]